# 布尔诺孟德尔大学
布尔诺孟德尔大学是一所位于捷克共和国布尔诺的公立大学。

## 历史沿革
- 在原塔博尔学院的基础上成立于1919年7月24日，原名布尔诺农业大学。
- 1994年更名为布尔诺孟德尔农林大学，纪念植物学家和遗传学之父孟德尔。
- 2009年更名为布尔诺孟德尔大学。

## 院系设置
大学由五个学院和一个研究所组成——农学院、林业和木材技术学院、商业和经济学院、园艺学院、区域发展和国际研究学院和终身教育研究所。
- 农学院 （页面存档备份，存于）

植物生物学系
应用与景观生态学系
农业系统和生物气候学系
作物科学、植物育种和植物医学系
农业化学、土壤科学、微生物学和植物营养学系
动物营养与饲料生产系
动物形态学、生理学和遗传学系
动物学、渔业、水生生物学和养蜂学系
分子生物学与放射生物学系
农业食品环境工程学系
工程与汽车运输系
食品科技系
动物育种系
化学与生物化学系
体能系
- 林业与木材技术学院 （页面存档备份，存于）

森林管理与应用地理信息学系
地质与土壤学系
数学系
森林植物学、树木学和地球生物群落学系
森林和木制品经济与政策系
景观管理系
林木与林产品技术系
森林保护与野生动物管理司
造林系
木材加工系
家具、设计与居住系
木材科学系
森林生态研究所
- 商业和经济学院 （页面存档备份，存于）

经济系
商业经济系
管理系
统计与运营分析系
会计税务系
市场贸易系
信息学系
法律系
财务部
社会科学系
- 园艺学院 （页面存档备份，存于），位于莱德尼采

水果种植系
园艺机械系
蔬菜种植花卉系
园艺植物育种繁育系
园艺产品采后技术系
葡萄栽培与葡萄栽培系
园林与风景园林系
种植设计与维护系
景观规划系
The Mendeleum - 遗传学和植物育种研究所
- 终身教育研究所 （页面存档备份，存于）
- 区域发展与国际研究学院 （页面存档备份，存于）